# Melitturga spinosa
Melitturga spinosa is een vliesvleugelig insect uit de familie Andrenidae. De wetenschappelijke naam van de soort is voor het eerst geldig gepubliceerd in 1892 door Morawitz.